# Tập mức
Trong toán học, tập mức của một hàm thực n biến f là tập hợp có dạng
{\displaystyle L_{c}(f)=\left\{(x_{1},\cdots ,x_{n})\,\mid \,f(x_{1},\cdots ,x_{n})=c\right\}~,}
Tập mức là trường hợp đặc biệt của thớ.

## Tên khác

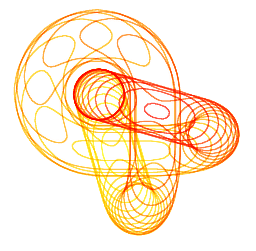
Các giao của mặt cong mức của hàm tọa độ với nút thắt ba lá. Các đường màu đỏ gần với người nhìn, trong khi các đường màu vàng là các đường xa tầm nhìn nhất.

Tập mức xuất hiện trông nhiều ứng dụng, song thường nằm dưới các tên khác.  Ví dụ chẳng hạn, đường cong ẩn là đường cong mức có tính độc lập với các đường cong lân cận của nó, nhấn mạnh rằng đường cong được định nghĩa bởi một phương trình ẩn. Tương tự như vậy, mặt mức còn được gọi là mặt phẳng ẩn hay mặt cong mức. 

## Ví dụ
Xét khoảng cách Euclid 2 chiều sau: {\displaystyle d(x,y)={\sqrt {x^{2}+y^{2}}}} Tập mức {\displaystyle L_{r}(d)} của hàm số này bao gồm các điểm cách khoảng cách {\displaystyle r} từ gốc tọa độ, do đó tạo thành một đường tròn. Ví dụ chẳng hạn, {\displaystyle (3,4)\in L_{5}(d)}, vì {\displaystyle d(3,4)=5}. Trong hình học, điều này có nghĩa là điểm {\displaystyle (3,4)} nằm trên đường tròn bán kính 5 và tâm ở gốc tọa độ. Tổng quát hơn, mặt cầu trong không gian mêtric {\displaystyle (M,m)} có bán kính {\displaystyle r} và tâm ở {\displaystyle x\in M} có thể định nghĩa là tập mức {\displaystyle L_{r}(y\mapsto m(x,y))}.

## Tập mức và gradien

Xét một hàm f có đồ thị trông giống như một ngọn đồi. Các đường cong màu xanh là các tập mức; các đường cong màu đỏ đi theo hướng của gradien. Lưu ý rằng các đường màu xanh và màu đỏ luôn vuông góc với nhau.

Định lý: Nếu hàm f khả vi, gradien của f tại một điểm hoặc là bằng 0 hoặc là vuông góc với tập mức của f tại điểm đó.
Để hiểu ý nghĩa của định lý trên, hình dung có hai người đi bộ đang đứng ở cùng vị trí trên một ngọn núi. Một người thì táo bạo, quyết định đi theo hướng dốc nhất, trong khi người còn lại thì cẩn thận hơn; anh ta không muốn leo lên hay trèo xuống mà thay vì đó sẽ chọn con đường giữ anh ấy ở cùng chiều cao. Định lý trên sẽ nói rằng, từ đây hai người sẽ cách xa nhau theo hướng vuông góc với nhau.
Hệ quả của định lý (và bài chứng minh của nó) là nếu f khả vi, thì tập mức của nó là siêu mặt và là đa tạp nằm ngoài các điểm cực trị của f. Tại điểm cực trị, tập mức đó có thể rút gọn về một điểm (ví dụ như tại điểm cực tiểu địa phương của f ) hoặc có điểm
kỳ dị ví dụ như điểm tự giao nhau hoặc là điểm lùi.

## Tập dưới mức và tập trên mức
Một tập hợp có dạng
{\displaystyle L_{c}^{-}(f)=\left\{(x_{1},\cdots ,x_{n})\,\mid \,f(x_{1},\cdots ,x_{n})\leq c\right\}}
được gọi là tập dưới mức của f. Một tập dưới mức ngặt của f có dạng
{\displaystyle \left\{(x_{1},\cdots ,x_{n})\,\mid \,f(x_{1},\cdots ,x_{n})<c\right\}}
Tương tự
{\displaystyle L_{c}^{+}(f)=\left\{(x_{1},\cdots ,x_{n})\,\mid \,f(x_{1},\cdots ,x_{n})\geq c\right\}}
được gọi là một tập trên mức của f. Và tương tự, một tập trên mức ngặt của f có dạng
{\displaystyle \left\{(x_{1},\cdots ,x_{n})\,\mid \,f(x_{1},\cdots ,x_{n})>c\right\}}
Các tập dưới mức rất quan trọng trong lý thuyết tối thiểu hóa. Theo định lý Weierstrass, tính bị chặn của một số tập dưới mức khác rỗng và tính nửa liên tục dưới của hàm số được dùng để suy ra hàm số có giá trị nhỏ nhất. Tính lồi của tất cả các tập dưới mức đặc trưng hóa các hàm tựa lồi.